# Kamptjärnarna (Ovikens socken, Jämtland, 698540-136842)
Kamptjärnarna är en sjö i Bergs kommun i Jämtland och ingår i Ljungans huvudavrinningsområde.